# Ibis
Els ibis són un grup d'aus de potes llargues de la família dels tresquiornítids (Threskiornitidae) que habiten en aiguamolls, boscos i planes.
"Ibis" deriva de la paraula del llatí i del grec antic per a designar aquest grup d'ocells. El terme també apareix en el nom científic de l'esplugabous (Bubulcus ibis) identificat erròniament el 1757 com a ibis sagrat africà.
N'hi ha espècies a tots els continents. Als Països Catalans tan sols es presenta (i en petit nombre) el capó reial (Plegadis falcinellus).

## Descripció
Els ibis són ocells de potes llargues de grandària mitjana, normalment sociables que viuen en molts llocs a tot el món. La característica més significativa és el bec, llarg, prim i corbat cap a baix. Normalment, tenen un cap sense plomes, i en alguns casos també el coll, que és llarg. Els mascles solen ser més grossos que les femelles. S'alimenten en grup, furgant entre el fang, on cerquen insectes, granotes, peixos, crustacis i altres petites preses. Són monògams i molt territorials mentre nidifiquen i s'alimenten.
La majoria nidifiquen als arbres, sovint amb platalees o garses. Totes les espècies existents són capaces de volar, però dos gèneres extingits no volaven, l'Apteribis a les illes Hawaii i el peculiar Xenicibis a Jamaica.

## Llista de gèneres i espècies
N'hi ha 29 espècies existents i 4 espècies extingides d'ibis. En total hi ha 33 espècies d'ibis.
| Imatge | Gènere                            | Espècie viva |
| ------ | --------------------------------- | --- |
|        | Threskiornis G.R. Gray, 1842      | - Ibis sagrat africà, Threskiornis aethiopicus - Ibis sagrat de Madagascar, Threskiornis bernieri - Ibis blanc australià, Threskiornis molucca/moluccus - Ibis coll de palla, Threskiornis spinicollis - † Ibis de la Reunió, Threskiornis solitarius (extint) - Ibis capnegre, Threskiornis melanocephalus |
|        | Pseudibis Hodgson, 1844           | - Ibis de clatell vermell, Pseudibis papillosa - Ibis de clatell balu, Pseudibis davisoni - Ibis gegant, Thaumatibis gigantea |
|        | Geronticus Wagler, 1832           | - Ibis ermità, Geronticus eremita - Ibis calb, Geronticus calvus |
|        | Nipponia Reichenbach, 1850        | - Ibis del Japó, Nipponia nippon |
|        | Bostrychia G.R. Gray, 1847        | - Ibis olivaci, Bostrychia olivacea - Ibis nan, Bostrychia bocagei - Ibis clapejat, Bostrychia rara - Ibis hadadà, Bostrychia hagedash - Ibis carunculat, Bostrychia carunculata |
|        | Theristicus Wagler, 1832          | - Ibis plumbi, Theristicus caerulescens - Ibis alablanc, Theristicus caudatus - Ibis gorjanegre, Theristicus melanopis - Ibis andí, Theristicus branickii |
|        | Cercibis Wagler, 1832             | - Ibis cuallarg, Cercibis oxycerca |
|        | Mesembrinibis J.L. Peters, 1930   | - Ibis verd, Mesembrinibis cayennensis |
|        | Phimosus Wagler, 1832             | - Ibis caranú, Phimosus infuscatus |
|        | Eudocimus Wagler, 1832            | - Ibis blanc americà, Eudocimus albus - Ibis escarlata, Eudocimus ruber |
|        | Plegadis Kaup, 1829               | - Capó reial, Plegadis falcinellus - Capó carablanc, Plegadis chihi - Capó de la pruna, Plegadis ridgwayi |
|        | Lophotibis L. Reichenbach, 1853   | - Ibis crestat de Madagascar, Lophotibis cristata |
|        | † Apteribis Olson & Wetmore, 1976 | - † A. glenos Olson & Wetmore, 1976 Ibis Molokai sense vol - † A. brevis Olson & James, 1991 Ibis Maui sense vol |

Una espècie extingida, l'ibis de Jamaica o ibis d'ala clavada (Xenicibis xympithecus) es va caracteritzar únicament per les seves ales semblants a una maça.

## En la cultura
L'ibis sagrat africà era un objecte de veneració religiosa a l'antic Egipte, especialment associat amb la deïtat Djehuty, denominada habitualment grec amb el nom de Thot. És responsable de l'escriptura, les matemàtiques, la mesura i el temps, així com la lluna i la màgia. A les obres d'art del període tardà de l'antic Egipte, Thot es representa popularment com un home amb cap ibis en acte d'escriure. Tanmateix, la diversitat mitogenòmica de les mòmies d'ibis sagrat indica que els antics egipcis capturaven els ocells de la natura en lloc de criar-los. A la ciutat d'⁣Hermòpolis, els ibis es van criar específicament amb finalitats de sacrifici, i a les galeries Ibis de Saqqara, els arqueòlegs van trobar les mòmies d'un milió i mig d'ibis.
Segons la llegenda local a la zona de Birecik, l'ibis ermità va ser un dels primers ocells que Noè va alliberar de l'⁣arca com a símbol de fertilitat, i un sentiment religiós persistent a Turquia va ajudar les colònies a sobreviure molt després de la desaparició de l'espècie a Europa.
La mascota de la Universitat de Miami és un ibis blancamericà anomenat Sebastià d'Ibis. L'ibis va ser seleccionat com a mascota de l'escola per la seva valentia llegendària durant els huracans. Segons la llegenda, l'ibis és l'últim de la fauna que es refugia abans que l'huracà arribi i el primer que reapareix un cop passada la tempesta.
La revista d'humor de la Universitat Harvard, Harvard Lampoon, utilitza l'ibis com a símbol. Una estàtua de coure d'un ibis es mostra de manera destacada al terrat de l'edifici Harvard Lampoon al 44 de Bow Street.
El conte "L'ibis escarlata" de James Hurst utilitza l'ocell vermell com a presagi de la mort d'un personatge i com a símbol principal.
L'ibis sagrat africà és el símbol de la unitat de les Forces especials israelianes coneguda com a Unitat 212 o Maglan (en hebreu מגלן).
Segons l'historiador jueu del segle I Flavi Josep, Moisès va utilitzar l'ibis per ajudar-lo a derrotar els etíops.
L'ibis blanc australià s'ha convertit en un focus de l'art, la cultura pop i els mems des que s'ha adaptat ràpidament a la vida de la ciutat durant les últimes dècades, i s'ha guanyat els sobrenoms populars de "pollastre de la caixa" i "gall dindi de punta". El desembre de 2017, l'ibis va ocupar el segon lloc a l'enquesta inaugural de l'Ocell australià de l'Any de Guardian Australia, després de liderar bona part del període de votació.
L'abril de 2022, el ministre d'esports de Queensland, Stirling Hinchliffe, va suggerir l'ibis com a mascota potencial per als Jocs Olímpics de 2032, que està previst que se celebrin a Brisbane. El suggeriment de Hinchcliffe va provocar molta discussió als mitjans.

## Galeria d'imatges

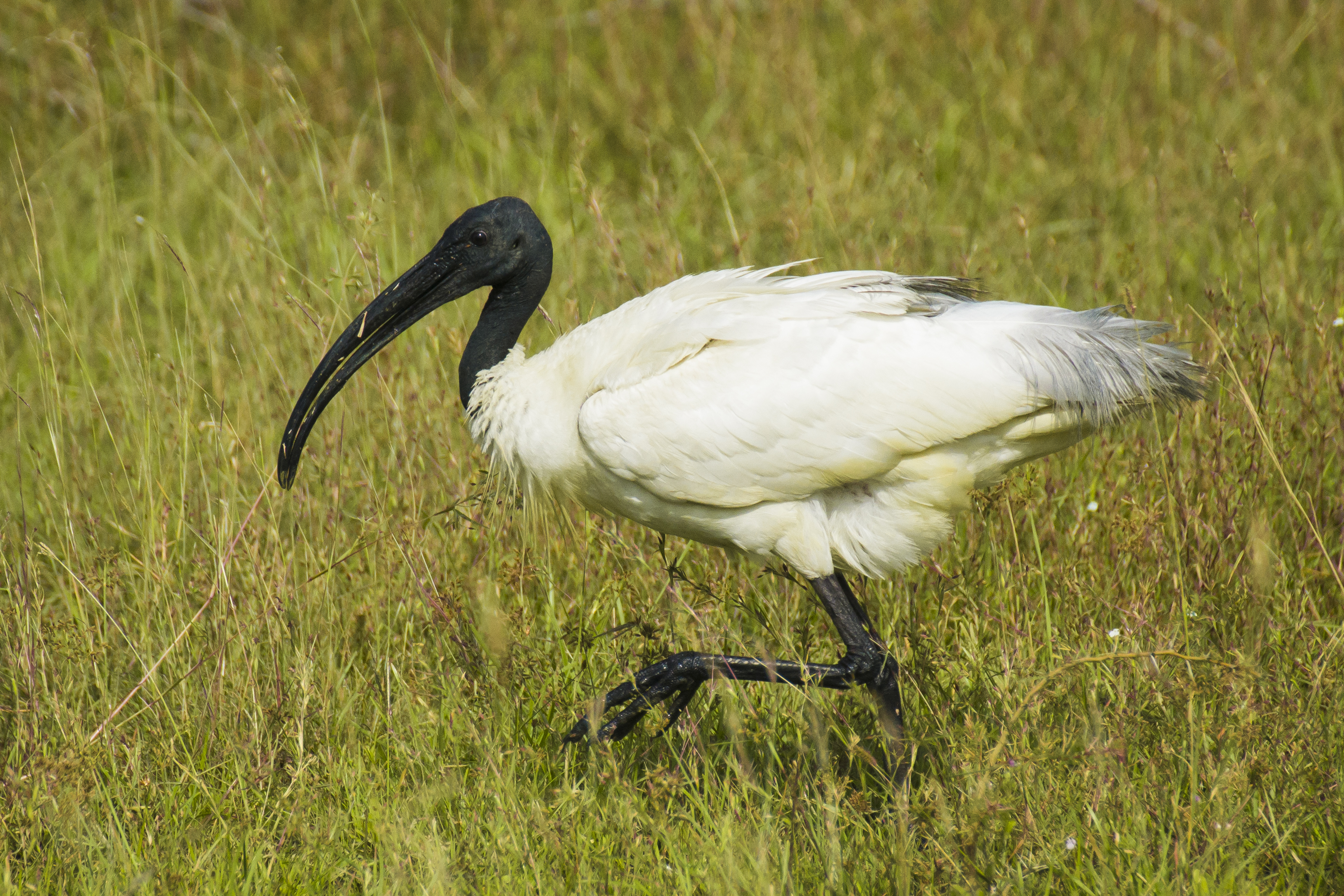
Ibis capnegre
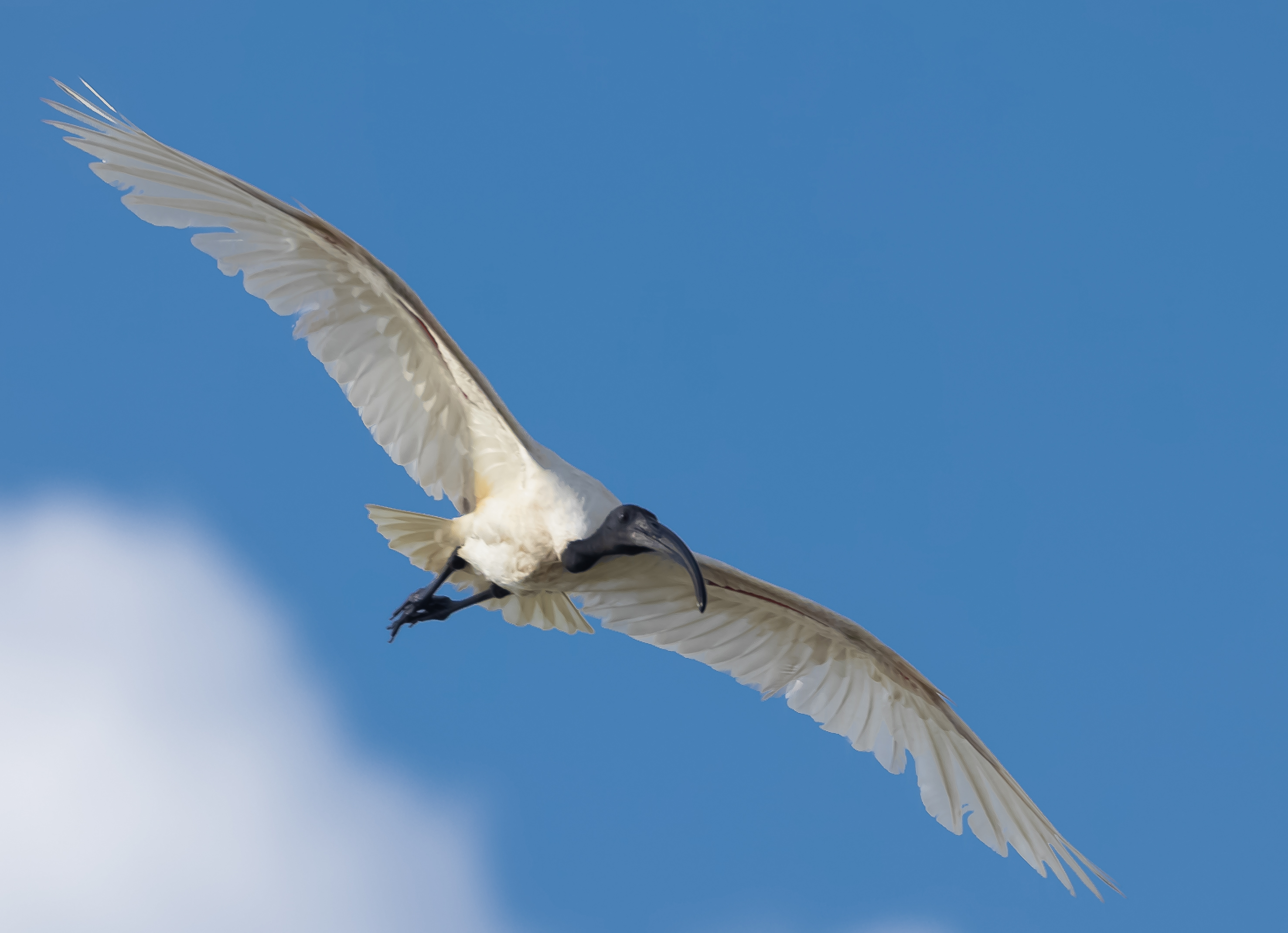
Ibis capnegre
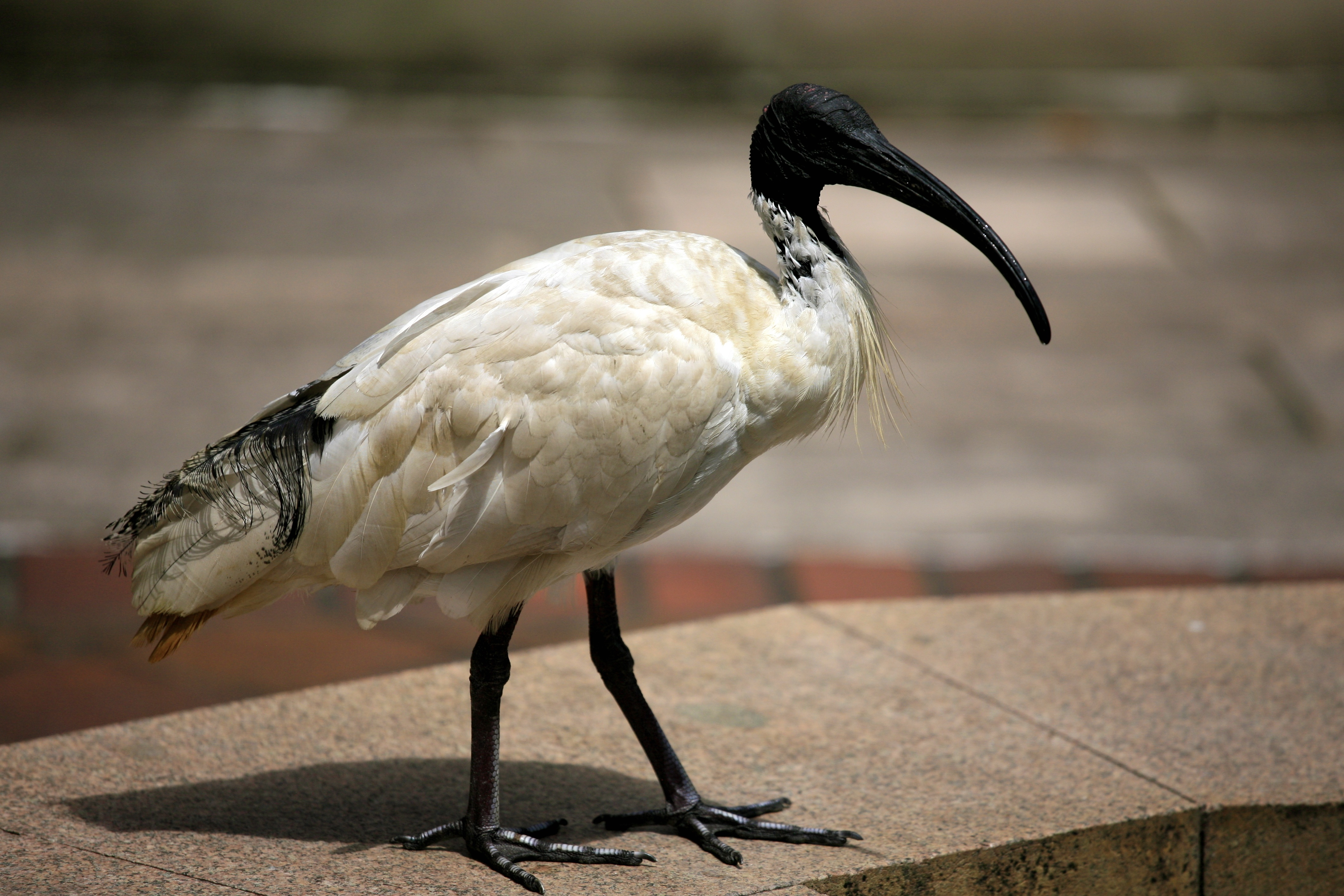
Ibis blanc australià
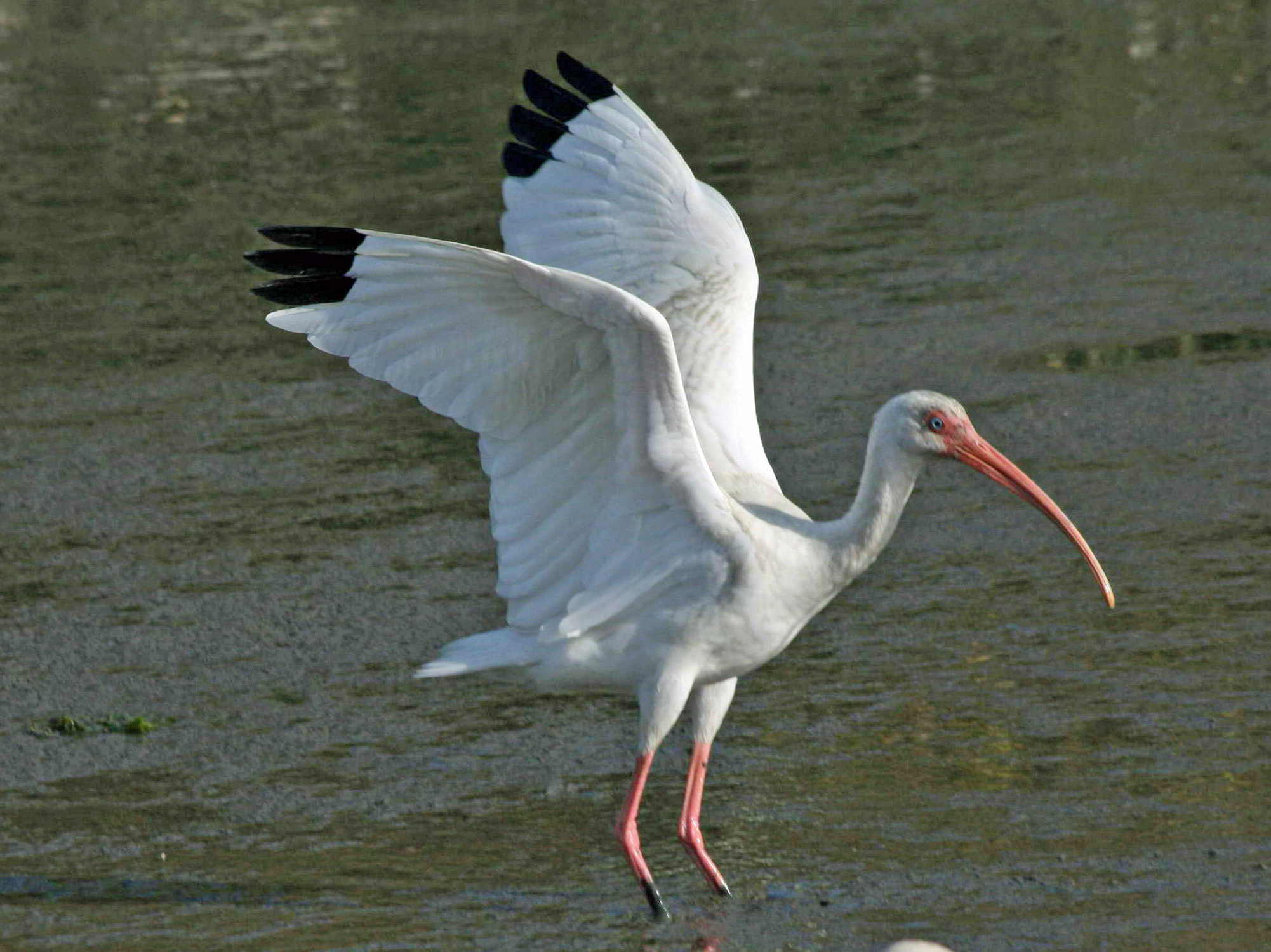
Ibis blanc americà
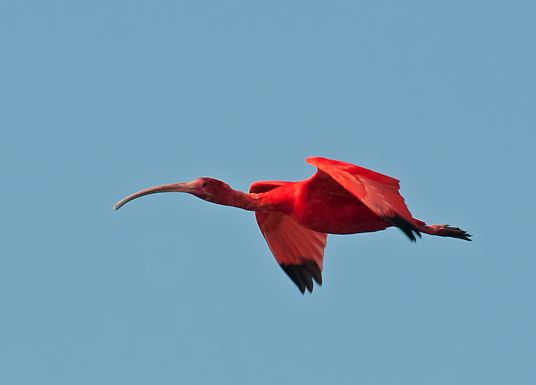
Ibis escarlata
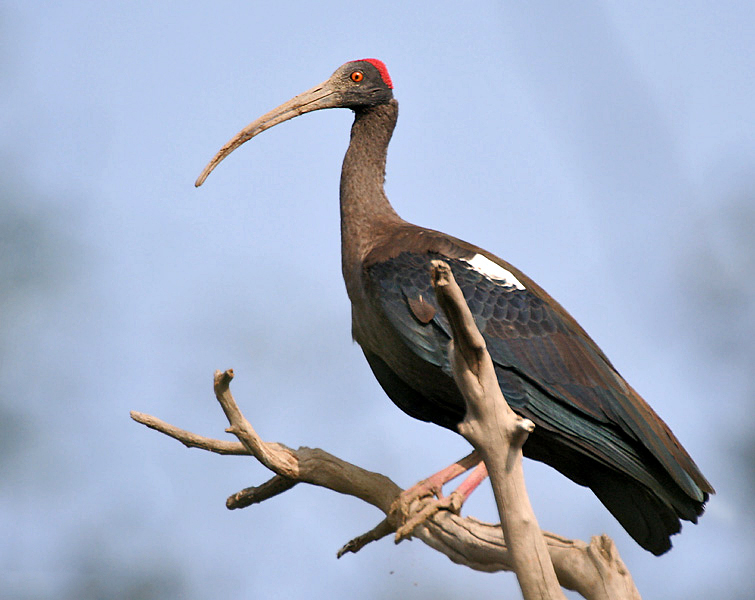
Ibis de clatell vermell
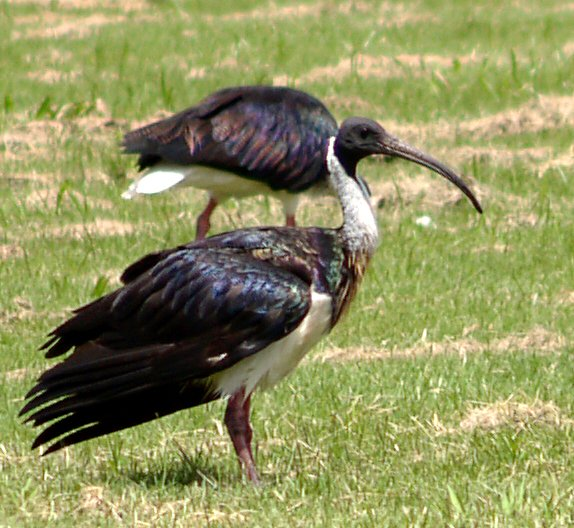
Ibis coll de palla
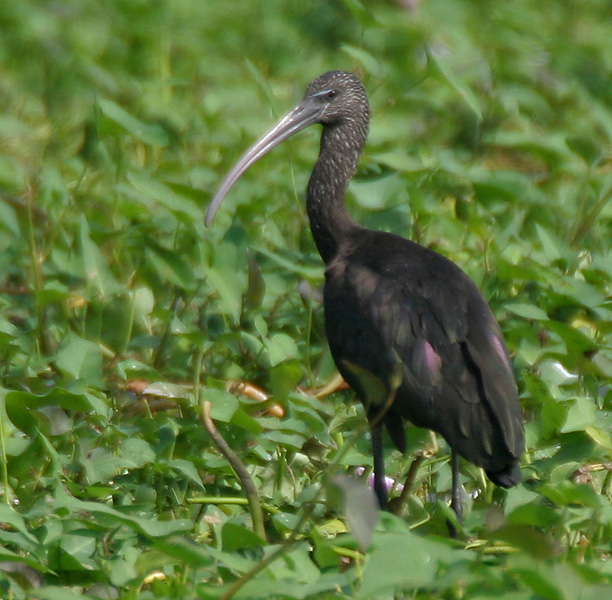
Capó reial
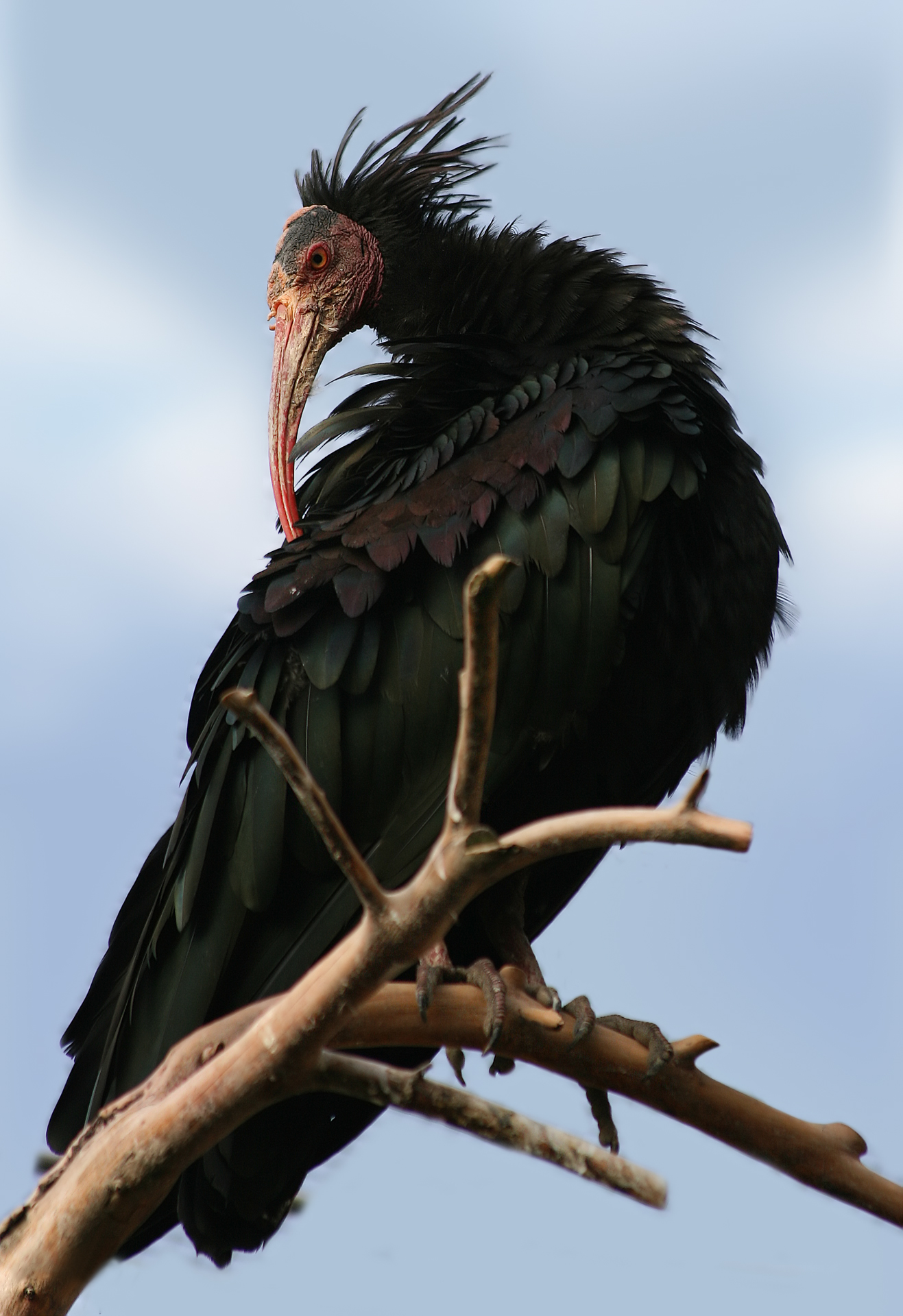
Ibis ermità
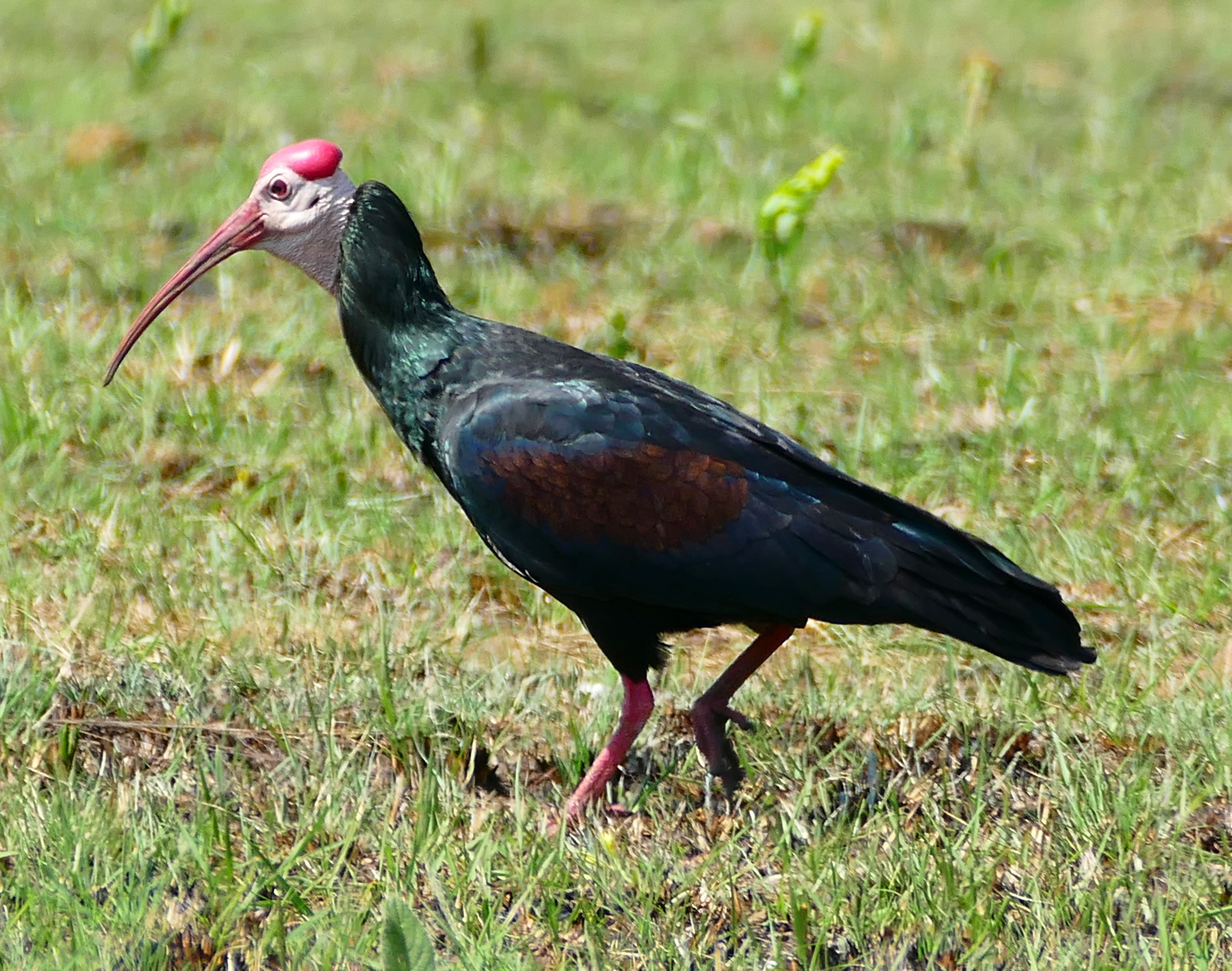
Ibis calb
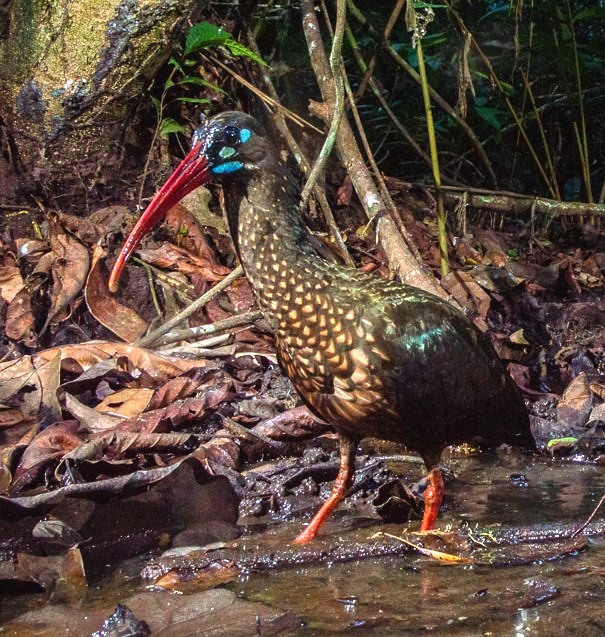
Ibis clapejat
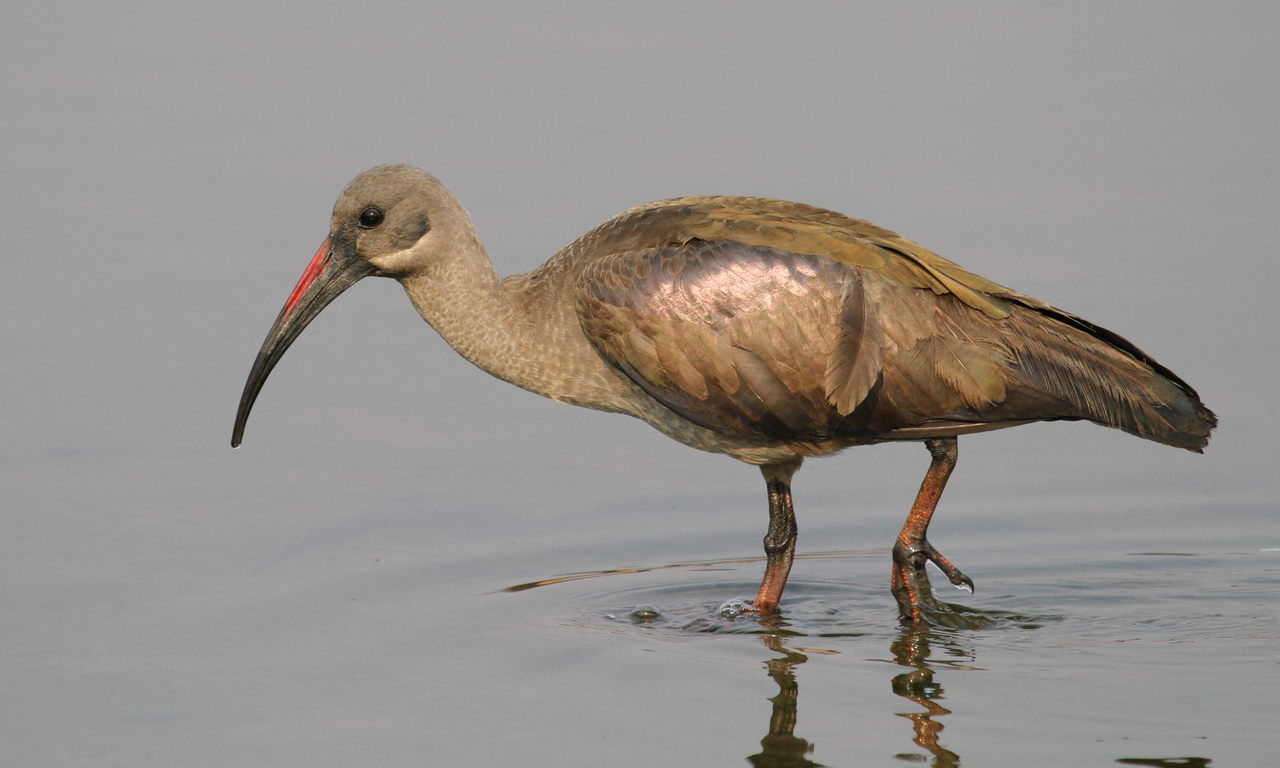
Ibis hadadà